# 袁買
袁買（？—？），字顯雍，汝南郡汝陽县（今河南省周口市商水縣）人。東汉末年人物，袁紹第四子，另說為袁尚哥哥的儿子，袁绍之孙。

## 身世疑雲
《三國志·魏書六·董二袁劉傳》裴注引《吳書》曰：“尚有弟名買，與尚俱走遼東。”同書亦曾記載袁紹因孺子之病不伐曹操，袁譚、袁熙、袁尚三子皆已成年，可知袁紹有幼子。
《曹瞞傳》曰：“買，尚兄子，未詳。”則此書稱袁買為袁尚之侄，但是語焉不詳。
王粲的《為劉荊州與袁尚書》中稱“賢兄貴弟顯雍”一句可推斷，袁熙為袁尚之兄，故不得稱“貴弟”，這裡的貴弟顯雍只可能是指袁買。故袁買應為袁紹之子，而非袁尚之侄。

## 生平
建安五年（200年），刘备斩杀徐州刺史车胄反曹，从而从侧翼严重威胁了曹操，曹操率军东征。袁绍的谋士冀州别驾田丰，劝说袁绍乘机率主力偷袭许都，结果袁绍因为幼子得病，放弃了这次千载难逢的机会。气得田丰举杖击地，说：“夫遭难遇之机，而以婴儿之病失其会，惜哉！”有人认为，袁绍的这个生病的小儿子就是袁买。
建安十年（205年），袁熙部下焦觸、張南叛變，袁熙和袁尚與袁買逃至烏桓。建安十二年（207年），田疇幫助曹操為嚮導偷襲柳城，袁熙、袁尚與蹋頓、遼西單于樓班、右北平單于能臣數萬騎在白狼山遇到曹操大戰。曹操大將張遼斬蹋頓，袁尚又與袁熙逃到遼東欲取公孫康而代之。曹操以隔岸觀火之計令公孫康將二人首級獻給曹操，表示歸順曹操，北方於是統一，而袁買之生死則無記載。